# Geigeria alata
Geigeria alata là một loài thực vật có hoa trong họ Cúc. Loài này được Benth. & Hook.f. ex Oliv. & Hiern mô tả khoa học đầu tiên năm 1877.